# Podróż apostolska Benedykta XVI na Cypr
W dniach od 4 czerwca do 6 czerwca 2010 odbyła się podróż apostolska Benedykta XVI na Cypr.

## Plan wizyty Benedykta XVI na Cyprze

### 4 czerwca
Pafos
- 14:00 Przylot Benedykta XVI na lotnisko w Pafos.
- 15:30 Nabożeństwo ekumeniczne w kościele Hagia Kiriaki Chrysopolitissa.

### 5 czerwca
Nikozja
- 9:15 Spotkanie z prezydentem Cypru w pałacu prezydenckim.
- 9:45 Spotkanie z władzami i korpusem dyplomatycznym w pałacu prezydenckim.
- 10:45 Spotkanie z katolikami na terenie szkoły św. Marona.
- 12:15 Spotkanie z Chryzostomem II, zwierzchnikiem Cypryjskiego Kościoła Prawosławnego.
- 13:30 Obiad z Chryzostomem II.
- 17:30 Eucharystia z udziałem duchowieństwa, katechetów i przedstawicieli ruchów kościelnych w kościele Św. Krzyża.

### 6 czerwca
Nikozja
- 9:30 Msza na terenie centrum sportowego Eleftheria w Nikozji.
- 13:00 Obiad z patriarchami i biskupami w nuncjaturze apostolskiej.
- 16:00 Pożegnanie w nuncjaturze apostolskiej.
- 16:30 Wizyta w katedrze maronickiej.

Larnaka
- 17:45 Ceremonia pożegnalna na lotnisku.
- 18:15 Odlot do Rzymu.